# Filozofia Augustyna z Hippony
Filozofia Augustyna z Hippony – system filozoficzny świętego Augustyna, stanowiący syntezę platonizmu i myśli chrześcijańskiej.
Mimo iż Augustyn był teologiem i jednym z pierwszych Ojców Kościoła obdarzonych tytułem Doktora, i to doktora łaski, jego refleksja intelektualna dała początek także niektórym ważnym ujęciom filozoficznym. Uważa się, że jego twórczość "stanowi punkt szczytowy filozofii patrystycznej, a być może także całej filozofii chrześcijańskiej". Z pewnością była przez ponad 700 lat najbardziej wpływową szkołą myślenia filozoficznego w Kościele katolickim.
System filozoficzny Augustyna można najkrócej scharakteryzować jako konsekwentne przystosowanie klasycznego platonizmu do treści zawartych w teologicznej doktrynie chrześcijańskiej. Próby takiego przystosowania były już przeprowadzane przez wcześniejszych myślicieli chrześcijańskich, jak Orygenes, Augustyn zdołał jednak przez stworzenie nowych pojęć w dziedzinie teodycei wypracować spójny z wiarą chrześcijańską system filozoficzny. Rozumienie sposobu dochodzenia do poznania prawd wiecznych i rzeczywistości duchowej określa się czasem mianem iluminacji.

## Formacja filozoficzna Augustyna
Filozofię zgłębiał Augustyn z Hippony przede wszystkim w młodości. Na jego formację filozoficzną w tym wczesnym okresie życia – po odejściu od poglądów manichejskich – wpłynął przede wszystkim neoplatonizm, ale nie bez znaczenia była też fascynacja nauczaniem Cycerona, cechującym się sceptycyzmem akademickim.
Przyjęcie chrztu w katedrze mediolańskiej (387), poprzedzone katechumenatem pod kierownictwem Ambrożego, potem święcenia kapłańskie (391) i biskupie (396), przesunęły punkt ciężkości jego zainteresowań ku teologii. Zacięcie filozoficzne pozostało w nim jednak przez całe życie.

## Teocentryczna teoria bytu

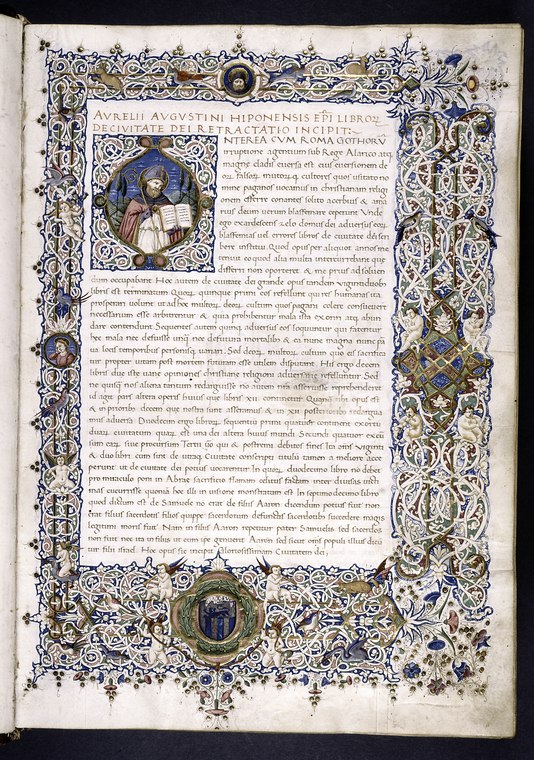
Karta z manuskryptu Państwa Bożego z 1470

Według Augustyna świat nie jest jednorodny, stanowi nieprzerwaną drabinę istot, wznoszącą się ku stwórcy świata. Teoria bytu filozofii Augustyna wychodziła z podobnych przesłanek co Platona, jednak z uwzględnieniem Boga rozumianego na sposób osobowy i wyciągnięciem dalej idących konsekwencji z faktu przyjęcia wieczności i nieskończoności świata idei.
Podobnie jak Platon, Augustyn zakładał świat idei, który istnieje niezależnie i oddzielnie od świata materialnego, będąc wiecznym, nieskończonym i doskonałym. Teorię hierarchii idei Augustyn uzupełnił ukazując Boga, opisanego przez objawienie judeo-chrześcijańskie, jako podstawową i jedyną istniejącą z własnej mocy Ideę. Wszystkie pozostałe idee, które tworzy Bóg z sobie wiadomych powodów, odbijają w sobie Jego podobieństwo. Idee te, nazywał je stworzeniami duchowymi (creatura spiritalis), lub aniołami, Augustyn rozumiał wciąż po platońsku – tzn. były dla niego realnie istniejącymi podmiotami, z którymi można się bezpośrednio stykać.
Zgodnie z teologią chrześcijańską, Bóg jest jednak też bezpośrednim twórcą świata materialnego. Zmusiło to Augustyna do odrzucenia neoplatońskiej teorii emanacji, zakładającej powstanie świata materialnego na skutek niedoskonałego procesu „odbijania się” doskonałych idei w materii. Ze względu na to, że to Bóg stworzył świat materialny, był on uczyniony jako z natury dobry i doskonały – choć w hierarchii stworzeń stoi niżej od świata duchowego. Zarówno człowiek, jak i świat materialny uległ zepsuciu dopiero po grzechu pierworodnym, zachowując jednak ontyczną dobroć swej natury. Augustyn podkreślał to, zwalczając idee głoszone przez Manichejczyków o złu materii.
Teoria emanacji została więc zastąpiona teorią dwustopniowego stworzenia świata. Augustyn, analizując dwa opisy stworzenia w pierwszych rozdziałach Księgi Rodzaju, przyjął, że w pierwszej fazie stworzenia Bóg z niczego (ex nihilo) uczynił chaos – niebo i ziemię niemające żadnej formy (Rdz 1,1; Mdr 11,17[18]; Syr 18,1: creavit omnia simul /Wulgata/), ale zawierające idee przyczynowe lub zarodkowe (rationes cusales, seminales). W drugiej fazie stworzenia, opisanej symbolicznie w Rdz 2,24-3,24 poprzez np. obrazową czynność lepienia z mułu, Bóg nadał bytom widzialną postać. Dokonał tego w stworzonym wcześniej czasie, w doczesnej rzeczywistości, zgodnie ze swoją wolą stwórczą, wyrażaną na bieżąco, ale też zgodnie z racjami przyczynowymi bytów, złożonymi w materii w pierwotnym akcie stworzenia. Stąd z jednej strony prawdą jest, że nic nie mogłoby istnieć ani chwili bez woli Boga i zapadłoby się w nicość - „bez woli Boga nawet jeden listek nie spada z drzewa” - z drugiej jednak strony, byty mają swoją naturę, która jest im nadana przez Boga na początku i rozwijają się zgodnie z tą naturą.
Dusza w tym systemie jest też rozumiana na sposób platoński, z dokonaniem niezbędnych jednak poprawek wynikających z teologii chrześcijańskiej. Dusza jest zatem boską ideą, stworzoną na wzór samego Boga, nosi w sobie imago Dei, obraz Boga - Boga-Trójcy, który to obraz przyjmuje w niej postać triady: «memoria-intellegentia-voluntas sui» (pamięć-poznanie-wola [miłująca] siebie). Nie jest ona ograniczona w czasie - to znaczy jest nieśmiertelna. Choć zjednoczona z ciałem, które po grzechu pierworodnym zaciemnia władze poznawcze duszy, ma ona, podobnie jak to przyjmował Platon, możliwość bezpośredniego kontaktu ze światem idei. Przede wszystkim Idei niestworzonej: Boga - jest capax Dei, jest zdolna – jeśli zostanie pociągnięta do tego przez Boga – do uczestniczenia w Boskiej naturze i do poznania jej.

## Teoria poznania

### Iluminacja
Swą teorię poznania Augustyn wypracował prowadząc refleksję nad rozumowym dowodem na istnienie Boga.
Podstawowym problemem wyjściowym była różnica ontyczna między fizycznym, materialnym przedmiotem poznawanym, a poznaniem, które jest doznaniem duszy niematerialnej. Czy zjawisko materialne może oddziaływać na duszę niematerialną? Rozwiązanie tej kwestii rozwinął najpełniej w dziełku O muzyce (De Musica), rozważając umysłowe poznanie rytmu fizycznego dźwięku śpiewanej melodii lub recytowanego wiersza. Augustyn uznał, że doznanie zmysłowe musi być zrodzone przez duszę, które oczywiście jest warunkowane przez ciała materialne. Dusza jest połączona z ciałem tak, że ona postrzega ciało, podczas gdy ciało nie ma zdolności "postrzegania" duszy. Jeśli ciało doznaje zmian z powodu bodźców zewnętrznych, dusza je aktywnie obserwuje, wytwarzając równocześnie doznania zmysłowe (O muzyce VI, 5,10).
Do prawdy intelektualnej, można dojść wyłącznie na drodze bezpośredniego kontaktu ze światem idei. Jest to niemożliwe na drodze najbardziej wnikliwej obserwacji rzeczywistości materialnej. Da się wyróżnić takie właściwości naszego myślenia, których nie tłumaczą żadne inne przyczyny tylko Bóg.
Augustyn prowadził swe rozumowanie w krytycznym dialogu z klasyczną teorią poznania neoplatonizmu, głównie Platona, Plotyna i Porfiriusza. Odczytywał ich przez filtr chrześcijański. Owocem była koncepcja znana pod nazwą teorii iluminacji. Augustyn kwestionował platoński pogląd o możliwości bezpośredniego poznania świata idei (i oczywiście Boga) na zasadzie anamnezy. Jednocześnie nie dał wyraźnej odpowiedzi jak rozum człowieka wchodzi w kontakt z wiecznymi prawdami. Wieczne i niezmienne prawdy mają swą siedzibę w Bogu, który jest poznawany nie przez wspomnienie (anamnezę), ale przez uwewnętrznienie świadomości, w której rozum ujmuje obecność Boga.
Według Augustyna, do odzyskania kontaktu duszy z Bogiem potrzebny jest akt samego Boga, zwany przez niego iluminacją. Studia teoretyczno-filozoficzne mogą przygotowywać człowieka do tego kontaktu, a pobożne życie emocjonalnie na niego otworzyć, jednakże to Bóg w ostatecznej instancji decyduje, czy człowiekowi udzielona zostanie łaska poznania (zrozumienia), czy też nie. Aktu iluminacji nie można sobie zapewnić dobrymi uczynkami, gdyż zawsze są one znikome w obliczu nieskończoności Boga. Akt iluminacji jest zatem zawsze łaską daną człowiekowi przez kochającego Boga - rodzajem darowizny, długu miłości, na który należy odpowiedzieć swoim życiem. Augustyn z Hippony oceniał, iż omawiany przez niego akt Bożej łaski jest niezgłębioną przez człowieka suwerenną decyzją Boga – może on nie być darowany dziecku pobożnych rodziców, a darowany dziecku prostytutki.
Augustyn odrzucał pogląd, iż poznanie prawdy dokonuje się wyłącznie na drodze rozumowej. W VII księdze Wyznań opisuje swoje rozczarowanie niedoskonałością ujęć platońskich, w porównaniu do pewności nauki wiary chrześcijańskiej. Było to, jak przypuszczenie (praesumptio) wobec pewnego stwierdzenia, wyznania (confessio).

### Wątpienie
Uważa się, że to Augustyn jako pierwszy sformułował rozumowanie przedstawione później przez Kartezjusza w formie "Cogito ergo sum". Podobnie jak później Kartezjusz, Augustyn starał się odeprzeć argumenty sceptyków, przyjmując w rozumowaniu ich strategię i metodycznie wątpiąc w kolejne przeświadczenia. W dziele O wolnej woli (388-395) Augustyn wskazywał, że człowiek może zwątpić o wszystkim, o istnieniu świata, czy nawet o istnieniu Boga, nie może jednak wątpić, że sam istnieje. Gdyby nie istniał, nie mógłby wątpić. Fakt, że może się mylić, nie ma znaczenia, bowiem skoro się mylę, to istnieję.
Rozumowanie Augustyna poprzedza dzieła Kartezjusza, miało jednak inną funkcję. Augustyn tylko marginalnie zajmował się poznaniem zmysłowym i wiedzą o świecie materialnym, w którego istnienie tak naprawdę nie wątpił. Istotne dla niego było zdobycie wiedzy na temat Boga i prawd wiecznych, w czym widać wyraźne wpływy platonizmu. Jego filozofia jest więc zasadniczo różna od Kartezjańskiej.

## Zagadnienia etyczne

### Porządek stworzenia i prawo natury jako zasada etyki
W etyce Augustyna zaznaczył się bardzo silnie wpływ greckiego ideału piękna oraz rzymskiego ideału prawa: etyczne postępowanie polega, według niego, ponad wszystko na szanowaniu porządku bytów, dzięki właściwej ocenie wartości i odpowiadającemu tej ocenie postępowaniu. W jednym z listów, napisanych na przełomie roku 411/412 r. przedstawił, jak rozumiał ów porządek:

Ponieważ wszystko co stworzył Bóg jest dobre, począwszy od stworzeń rozumnych aż do najniższego ciała fizycznego – w tych rzeczach dusza rozumna postępuje dobrze, jeśli zachowuje porządek i rozróżniając, wybierając, ważąc poddaje mniejsze większym, cielesne duchowym, niższe wyższym, doczesne wiecznym. Nie powinna kierować się ku gorszemu, poprzez lekceważenie sobie rzeczy wyższych i pożądaniu niższych (ponieważ wtedy staje się gorsza), lecz raczej utrzymywana w porządku przez miłość, siebie i ciało swoje niech kieruje ku lepszemu.

Augustyn widział, że nad wszystkim panuje prawo natury, liczba i proporcja. Takim uczyniła świat wola stwórcza Boga, kierującego się swą mądrością. Widział też konieczność zintegrowania piękna i harmonii matematyki czy sztuki, z pięknem i uporządkowaniem życia etycznego:

Dusza bowiem dąży do obyczajów i życia doskonałego stopniowo, i to już nie dzięki samej tylko wierze, lecz kierowana rozumem, który zdobył pewność. Dla takiej, która pilnie bada wartość i potęgę liczb, wyda się rzeczą bezwzględnie niegodną i opłakaną zużytkować swą wiedzę tylko na to, żeby dobrze ułożyć wiersz czy też dobrze grać na cytrze, i pozwolić swemu życiu oraz sobie samej, to jest duszy, kroczyć błędną drogą, oddać się pod władzę żądz i jęczeć haniebnym krzykiem grzechów. Lecz jeśli dusza skupi się i uporządkuje, stanie się jednolita i piękna, wtedy odważy się podnieść wzrok na Boga – źródło, z którego tryska wszelka prawda – i Ojca prawdy.

### Miłość jako centrum etyki
Człowiek ma realizować w swym życiu porządek wiecznych norm. Może to czynić dzięki miłości działającej w woli. Wola jest czymś więcej niż władzą, jest czymś co istnieje w korzeniach bytu człowieka. Miłość porusza wolę ku temu, by prowadziła człowieka do jego stanu doskonałości, który jest mu właściwy z natury. Augustyn rozumiał to analogicznie do greckiej fizyki, zgodnie z którą ruchy ciał fizycznych prowadzą te ciała do ich miejsca spoczynku, które im przysługuje z porządku natury. Ciała "ciążą" niejako ku miejscu swego odpoczynku. Podobnie miłość sprawia, że wola ciąży ku pokojowi, który jest owocem osiągnięcia stanu doskonałości natury człowieka (Por. Wyznania XIII, 9.10). Miłość ma więc dążyć do właściwego, słusznego celu, tym zaś, jak mówi, metafizyka jest sam Bóg. A więc miłość-caritas jest miłością Boga. Jest ona zatem sercem moralności. Dla Augustyna było tak oczywiste, że człowiek ma z natury wolną wolę, że uważał iż nikt o zdrowych zmysłach nie będzie tego podważał. Utożsamiał wolność z wolą skierowaną i podążającą ku dobru. Augustyn wyróżniał dwie postawy wobec stworzeń, określane przez słowa: uti (pol. używać) i frui (pol. kosztować). Uti jest wtedy, gdy używa się rzeczy dla jakiś celów, spełniają one funkcję służebną, są środkiem do zdobycia czegoś. Frui jest miłością rzeczy, której chcemy dla niej samej. Biorąc pod uwagę hierarchię wartości, ostatecznie moralnie piękne jest tylko kosztowanie Boga, jak najwyższego dobra (fruitio Dei) (O nauce chrześcijańskiej, XXI, 20.26). Istotą życia moralnego jest więc miłość stosowna do wartości danego bytu. Należy więc przestrzegać stopni miłości. Prawdziwą cnotą – mówił Augustyn – jest porządek miłości. Naruszenie tego porządku miłości jest występkiem (Państwo Boże, XV, 22).
Życie moralne według porządku miłości rozciąga się także na życie społeczne, gdyż człowiek stworzony został, by żyć we wspólnocie z innymi. Augustyn rozwijał tę naukę w Państwie Bożym, pokazując że ludzkość podzielona jest na "dwa państwa": Boże i szatana. Temat ten, podobnie jak zagadnienie predestynacji jest już zagadnieniem przede wszystkim teologicznym.

### Zagadnienie istnienia zła
Zło nie jest bytem, jest jakością bytu. Byty same w sobie są zawsze dobre, ale jako dobre mogą stać się podmiotem złej jakości, a następnie, usunąwszy tę złą jakość, wrócić do swej pierwotnej doskonałości. Augustyn wielokrotnie podkreślał wagę tego rozróżnienia, ze względu na możliwość popadnięcia w błąd manicheizmu. Gdyby zło było bytem, znaczyłoby to, że Bóg stworzył zło - co jest możliwe tylko wtedy, gdy przyjmie się typowe dla manicheizmu założenie, że w świecie istnieją odwiecznie dwa boskie pierwiastki, wzajemnie ze sobą walczące: dobra, utożsamianego z pierwiastkiem duchowym i zła, utożsamianego z materią. Co więcej, w systemie manichejskim dobro nie może stać się złem, a zło dobrem. W rozumieniu Augustyna, podstawową zasadą metafizyki, zgodnej z wiarą chrześcijańską jest to, że byty - duchowe tak samo, jak materialne - mogą stać się złe, przyjąć jakość zła - czyli niedoskonałość, „wybrakowanie” dobra. Zło jest więc jakością czysto negatywną, nie istnieje samo w sobie, jest jedynie całkowitym zaprzeczeniem, brakiem dobra

## Czas - Augustyna teoria czasu: 3× Teraz
W XI księdze Wyznań św. Augustyn tworzy osobliwą koncepcję czasu. Twierdzi on, że czas, tak jak i wszystko, został nam dany od Boga. Zauważa jednak, że ten dar jest nierozłączny z „ruchem” substancji, jest dla ruchu konieczny. Stworzył on koncepcję 3xTeraz. Głosi ona, że mamy „teraz” to w przeszłości, które zaraz po wypowiedzeniu ulatuje w tę przeszłość, mamy to „teraz” zgodne z czasem jego wypowiedzi, oraz to „teraz” jeszcze nie wypowiedziane. Augustyn zauważa, że Bóg daje nam jeden pewnik: śmierć, czyli fakt, który na pewno kiedyś nastąpi w czasie „teraz” przyszłym. Nie ustosunkowuje się jednak co do statusu czasu przeszłego i przyszłego, nie określa ostatecznie czy bytuje on w jakiejś czasoprzestrzeni, którego sam stałby się zarazem formą i substancją.